# Comunità Alto Garda e Ledro
La Comunità Alto Garda e Ledro (C9) è una comunità di valle della Provincia autonoma di Trento. Comprende la zona trentina dei territori gardesani e la vicina Valle di Ledro. Tra i comuni della comunità sono compresi anche Arco e Riva del Garda, per grandezza rispettivamente quarto e quinto centro abitato della Provincia (entrambi si attestano attorno ai 17 000 abitanti).

## Geografia fisica

### Territorio

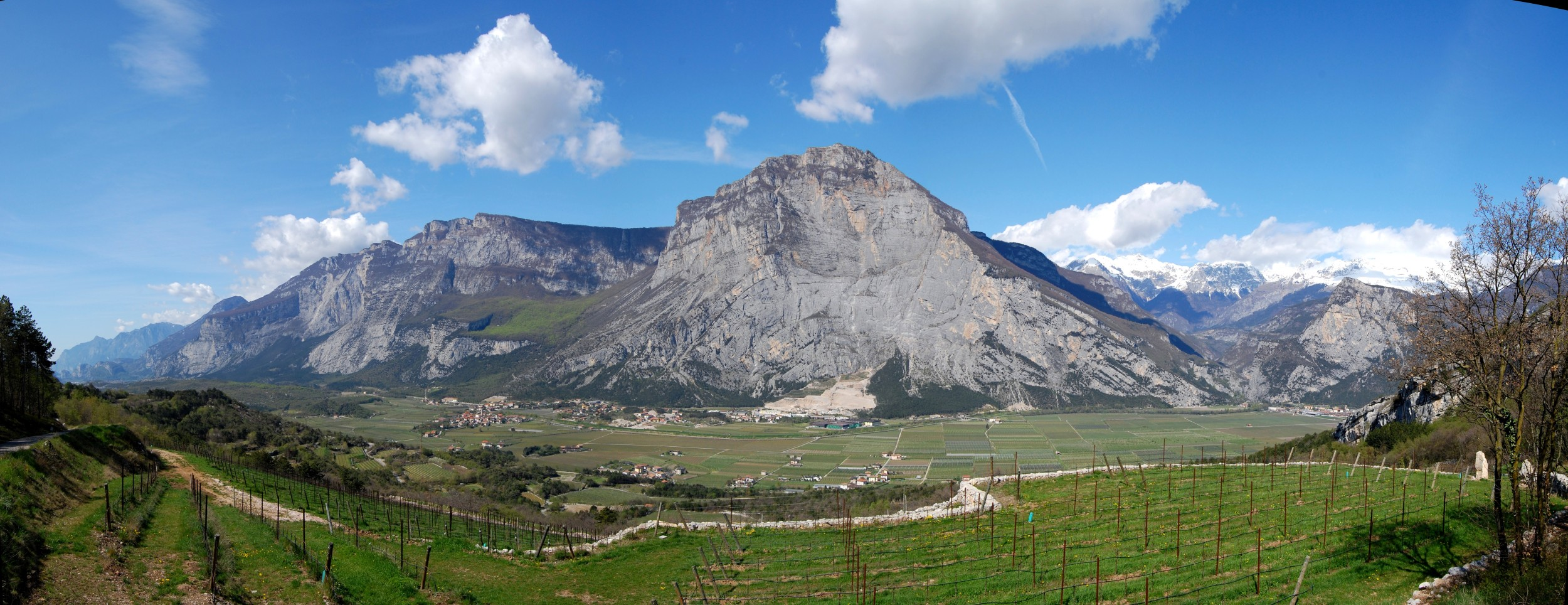
La valle del Basso Sarca; in primo piano il monte Casale

Il territorio della comunità confina ad ovest e a nord con la Comunità delle Giudicarie (8), a est con la Comunità della Valle dei Laghi (16) e la Comunità della Vallagarina (10), a sud con le province di Brescia e Verona.
Sono comprese nella comunità due vallate: il Basso Sarca, occupato appunto dal tratto finale del fiume Sarca, il territorio con la più bassa altitudine del Trentino (circa 70 m s.l.m. in corrispondenza del lago) e la Val di Ledro, che sorge ad un'altitudine maggiore (dai 600 metri in su). Notevoli le presenze carsiche dovute allo scioglimento del ghiacciaio circa 20 000 anni fa. Sul monte Calod, presso Arco, ad es., si scorgono i libri di roccia cioè superfici carsiche solcate da infinite scanalature simili a pagine di libri, mentre a Dro c'è la torbiera della marocche, un complesso di rocce fino a 20 m.
Nella zona non esistono particolari minoranze linguistiche; il dialetto locale è quello trentino, seppure con non marginali influenze bresciane e venete e, nell'ultimo periodo, una certa tendenza all'italianizzazione.

### Clima
La zona gardesana gode di un microclima semi-mediterraneo, essendo protetta dai monti alle proprie spalle, avendo un'altitudine piuttosto bassa e potendo contare sul lago per la regolazione degli sbalzi di temperatura. Anche la zona ledrense gode in parte di questo clima, nonostante l'altitudine elevata e le precipitazioni più copiose, grazie alla presenza del Lago di Ledro; in generale nelle vallate della comunità Alto Garda e Ledro il clima è di transizione fra il meridionale ed il continentale: l'inverno risulta più rigido e l'estate più fresca. La zona è piuttosto ventilata a causa dell'Ora del Garda, uno dei nove venti locali, le altre otto refole del Garda sono: Pelèr, Ponàl, Balinòt, Ander, Vinosa, Gardesana, Visentina e la Fasanella.

## Storia
La presenza romana è attestata fin dal I secolo a.C., infatti vista dall'alto, il territorio compreso tra Riva e Arco, risponde ai criteri dell'urbe greco-romana costituita da un cardo e tanti decumani intrecciati a croce. Fino alla fine del XVIII secolo il Garda, come tutte le zone di frontiera, era usato dai contrabbandieri che grazie a piccole barche riuscivano spesso a sfuggire alle polizie. Molti artisti europei importanti transitavano per la zona durante il cosiddetto Grand Tour in Italia. Tra gli altri, ne fa particolare menzione nei suoi diari il tedesco Goethe, rimasto colpito dalla bellezza del luogo.
Durante l'amministrazione austriaca, l'Alto Garda e il Basso Sarca divennero un importante centro terapeutico; ad Arco così come ad Ecchen, tuttora, c'è un santuario dedicato alla Madonna delle Grazie dove in Quaresima i rampolli dell'aristocrazia asburgica venivano a farsi curare dalla tisi.

## Eventi
Il 5 febbraio si celebra la festa del sole a Prè di Ledro per ricordare il periodo che intercorre da dicembre a febbraio durante il quale la luce solare è quasi del tutto assente.

## Economia
Oltre alla presenza di alcune importanti industrie, tra cui sono note le cartiere, la sua economia, una volta tradizionalmente basata sulla pesca e sull'agricoltura, è basata principalmente sul turismo. I forti venti hanno favorito la nascita di una tradizione velica e di windsurf piuttosto conosciuta anche a livello internazionale (vi si tengono infatti numerose regate anche di alto livello), e il panorama montano ha permesso negli ultimi anni lo sviluppo della mountain bike e dell'arrampicata su roccia. Il principale flusso arriva dalle zone tedesche, nelle quali la zona è famosa come il primo clima caldo che s'incontra scendendo verso l'Italia. Si ricordano ancora, invece, i ciuaroi, i fabbri ledrensi, che producevano le broche cioè le scarpe chiodate da montagna.

## Comuni appartenenti
- Popolazione: dati ISTAT aggiornati al 1º gennaio 2010
- Superficie: dati espressi in Chilometri quadrati (km²)
- Altitudine: dati espressi in Metri sul livello del mare (m s.l.m.)

| Stemma | Comune         | Popolazione | Superficie | Altitudine |
| ------ | -------------- | ----------- | ---------- | ---------- |
|        | Arco           | 17 161      | 63,25      | 91         |
|        | Drena          | 548         | 8,36       | 398        |
|        | Dro            | 4330        | 27,94      | 123        |
|        | Ledro          | 5515        | 154,60     | 660        |
|        | Nago-Torbole   | 2793        | 28,43      | 222        |
|        | Riva del Garda | 17 849      | 42,45      | 73         |
|        | Tenno          | 2010        | 28,30      | 428        |

- Dati Provincia TN, su tuttitalia.it.
- Popolazione al 01-01-2010, su statistica.provincia.tn.it.